# 코스모스-3M
코스모스-3M(러시아어: Космос-3М)은 러시아의 우주로켓이다. 2단 액체연료 로켓으로서, 1967년 최초 발사한 이후 420회의 발사를 성공했다.

## 역사
2010년 4월 27일 마지막으로 발사되었으며, 2010년 4월 러시아 우주군 사령관은 코스모스-3M이 2010년에 퇴역한다고 확인했다. 안가라 1.2로 대체될 것이다.
무게 109톤, 1단 150톤 추력, 2단 90톤 추력이다.
우크라이나 드니프로페트로우스크에 위치한 유즈노예에서 설계하고, 유즈마쉬에서 생산했다.

## 대한민국
러시아는 코스모스-3M, 싸이클론 1호, 싸이클론 2호, 싸이클론 3호를 안가라 1.1, 안가라 1.2로 대체할 계획이다.
2013년 1월 30일 한국 나로우주센터에서 발사된 나로호가 안가라 1.1이다. 원래 러시아 계획에서 약간 설계가 변경되었다.

## 발사기록
1967년에 최초발사했다. 2010년 현재 424회 이상의 발사에 성공했다.
| 날짜             | 장소                  | 화물                                                                               | 참고        |
| ---------------- | --------------------- | ---------------------------------------------------------------------------------- | ----------- |
| 1975년 4월 19일  | 카푸스틴 야르         | Aryabhata                                                                          |             |
| 2000년 6월 28일  | 플레세츠크            | Nadezhda, Tsinghua-1, SNAP-1                                                       | [ 1 ] [ 2 ] |
| 2002년 11월 28일 | 플레세츠크            | ALSAT-1, Mozhayets                                                                 | [ 3 ] [ 4 ] |
| 2003년 9월 27일  | 플레세츠크            | NigeriaSAT-1, BILSAT-1, UK-DMC (BNSCSat), Mozhayets-4, KAISTSat-4, Larets, Rubin-4 | [ 4 ] [ 5 ] |
| 2007년 7월 2일   | 플레세츠크            | SAR-Lupe-2                                                                         |             |
| 2007년 9월 11일  | 플레세츠크            | Kosmos-2429                                                                        |             |
| 2008년 3월 27일  | 플레세츠크            | SAR-Lupe 4                                                                         |             |
| 2008년 6월 19일  | 카푸스틴 야르         | Orbcomm                                                                            | [ 6 ]       |
| 2008년 7월 22일  | 플레세츠크            | SAR-Lupe 5                                                                         |             |
| 2009년 7월 21일  | 플레세츠크 Site 132/1 | Kosmos 2454 (Parus) Sterkh-1                                                       |             |